# Концерт для оркестру (Барток)
Концерт для оркестру Бели Бартока (Sz. 116, BB 123) — 5-частинний музичний твір для оркестру написаний Бели Бартоком в 1943 році. Прем'єра концерту відбулася 1 грудня 1944 у Бостонському симфонічному Залі Бостонським симфонічним оркестром під управлінням Сергія Кусевицького і мала великий успіх.
Твір має такі частини:
1. Introduzione: Andante non troppo
2. Gioco delle coppie: Allegretto scherzando
3. Elegia: Andante non troppo
4. Intermezzo interrotto: Allegretto
5. Finale: Pesante — Accelerando al Presto

Сам Барток дав такий стислий опис свого концерту: «Загальний характер твору являє собою — не рахуючи «розважальної» II частини — поступовий перехід від суворості I частини і похмурою пісні смерті III — до утвердження життя в останній». IV частину концерту нерідко порівнюють з першою частиною Сьомої симфонії Шостаковича завдяки схожості її теми на т.зв. «тему нашестя» з середнього епізоду Симфонії Шостаковича.